# Siarrouy
Siarrouy – miejscowość i gmina we Francji, w regionie Oksytania, w departamencie Pireneje Wysokie.
Według danych na rok 1990 gminę zamieszkiwało 406 osób, a gęstość zaludnienia wynosiła 65 osób/km² (wśród 3020 gmin regionu Midi-Pireneje Siarrouy plasuje się na 669. miejscu pod względem liczby ludności, natomiast pod względem powierzchni na miejscu 1387.).